# 常栄寺 (世田谷区)
常栄寺（じょうえいじ）は、東京都世田谷区にある浄土真宗本願寺派の寺院。「烏山寺町」を構成する26の寺院の1つである。

## 概要
江戸時代初期、正教法師によって開山された。元々は浅草烏越（現・東京都台東区鳥越）に位置していたが、同宗派の西本願寺が浜町御坊（後の築地本願寺）を創建してからは、浜町御坊の寺中に入った。その後大正期までは、築地本願寺とともに歴史を歩んだ。
1923年（大正12年）の関東大震災に罹災したが、本尊の阿弥陀如来像と過去帳は何とか守り通した。
翌年の1924年（大正13年）、築地本願寺から分かれて現在地に移転した。
墓地には、江戸時代後期の画家菊田伊洲の墓がある。

## 交通アクセス
- 千歳烏山駅より徒歩14分。